# 循道宗
循道宗（英語：Methodism），又稱卫斯理宗（Wesleyans）、監理宗，現代亦以衛理宗、监理公会、衛理公會之名而著稱。是基督教新教主要宗派之一，現傳佈於英國、美國、香港和世界各地。世界最大的循道宗教會是聯合循道會。

## 历史
循道宗原为英國國教内的一派，1738年由英国人约翰·卫斯理（1703年－1791年）和其弟查理·卫斯理于伦敦创立，即大英循道會（英國循道會的前身）。
衛斯理兄弟受阿民念主義影響甚深，反對加尔文主义的預選說，認為《約翰福音》告訴了基督徒，神愛世人，必定愛到底。美國獨立之後，美國衛斯理宗脫離聖公會而自成宗派，其後又分裂為美以美會、監理會、美普會、循道會和聖教會等。1939年，美以美會、監理會和美普會合併成現今的衛理公會。该宗认为传统教会的活动方式已不足以应付新的社会问题，主张着重在下层群众中进行传教活动，宣称求得“内心的平安喜乐”便是幸福。主要分布于英、美等国。
當時聖公宗偏向去向上流社會傳福音，而長老會跟浸信會向中產階級與商人傳教，而約翰·衛斯理就專門向窮苦的工人階級的人傳福音。衛斯理兄弟以感情豐富的方式講道，但其實在當時的教會文化中並不受歡迎，特別對當時講求冷靜的英格蘭教會來說，是很大的極端，因此常被趕出教會外，不允許他們以這種熱情的方式在會堂裡講道。於是他們只好著力在一些外面的基督徒小組（團契）裡講道，甚至舉辦露天的大佈道會。他們最著名的露天講道是發生在金斯伍德（Kingswood）的曠野，向眾多礦工傳福音，宣称「信靠耶穌」來獲得「內心的平安喜樂」便是幸福。許多草根階層的人深受他們的布道所感動，紛紛歸信基督教。

## 宗教音樂
約翰·衛斯理和他的兄弟查爾斯·衛斯理對循道宗音樂方面有許多的貢獻，尤其在讚美詩方面影響深遠。他們的創作主要是以消除信徒間宗派的局限性為目的。1735年，約翰與查爾斯·衛斯理在去喬治亞州旅行的路程中遇到了摩拉維亞教徒，他們讚美的形式給衛斯理弟兄留下了非常深刻的印象，後約翰·衛斯理參與了摩拉維亞信徒的聚會，翻譯了許多讚美詩。1737年，約翰·衛斯理在美國出版了第一本聖詩，循道宗於1742年發行了第一本聖歌集，但當時他們的音樂都為單旋律，沒有和聲。
在十七世紀到十八世紀這段期間，循道宗因是否要使用管風琴而展開辯論。最終結果，允許在較大的教堂禮拜中使用管風琴。而不同意使用管風琴的人最終從循道會分離出去。至今，在循道宗的教堂中不論是管風琴還是其他鍵盤樂器都皆允許使用。十九世紀末，教會整體對於管風琴和聖歌隊的過度依賴，形成了聖歌隊和佈道者相爭的局面。在這之後，循道宗的聖樂逐漸追求外在技巧，不再那麼注重內在的經歷。1933年，聯合教團刊行了新的聖歌集，1934年又成立了相應的協會以促進教會音樂的發展。

## 各地循道宗

### 英国
全球第一座循道宗教堂，是英格兰西南部城市倫敦的衛斯理禮拜堂。

### 中華民國大陸時期
卫理公会（The Methodist Church），是衛理宗的美以美會、监理会和美普會合併而成的基督新教教會。現傳佈於英國、美國、中國和世界各地。
- 来自美国北方的称为美以美会，来自美国南方的称为监理会，1939年连同美普会，三会合一，合并成为卫理公会。1947年在衛理公會來華宣教百週年時，全國已成立了九個正式年議會：福州、興化（福建莆田）、延平（福建南平）、江西、山東、華東（原监理会）、華中、華北及華西年議會。另外还有张家口临时年议会（原美普会）。总部设在福州天安堂。卫理公会在福建省约有10万信徒。详见“美以美会”条目。
- 来自英国的包括圣道公会（United Methodist Church Mission，UMC）、大英循道会差会（Wesleyan Methodist Missionary Society，WMMS）等许多分支，后来统称为循道公会，包括温州、宁波、西南（重庆、云南昭通和贵州威宁石门坎一带）、华北（山东乐陵、惠民和天津一带）、湖北、湖南、华南（两广）七个教区，总部设在汉口。
- 来自于加拿大的称为英美会，后来改名美道会。分布在四川。

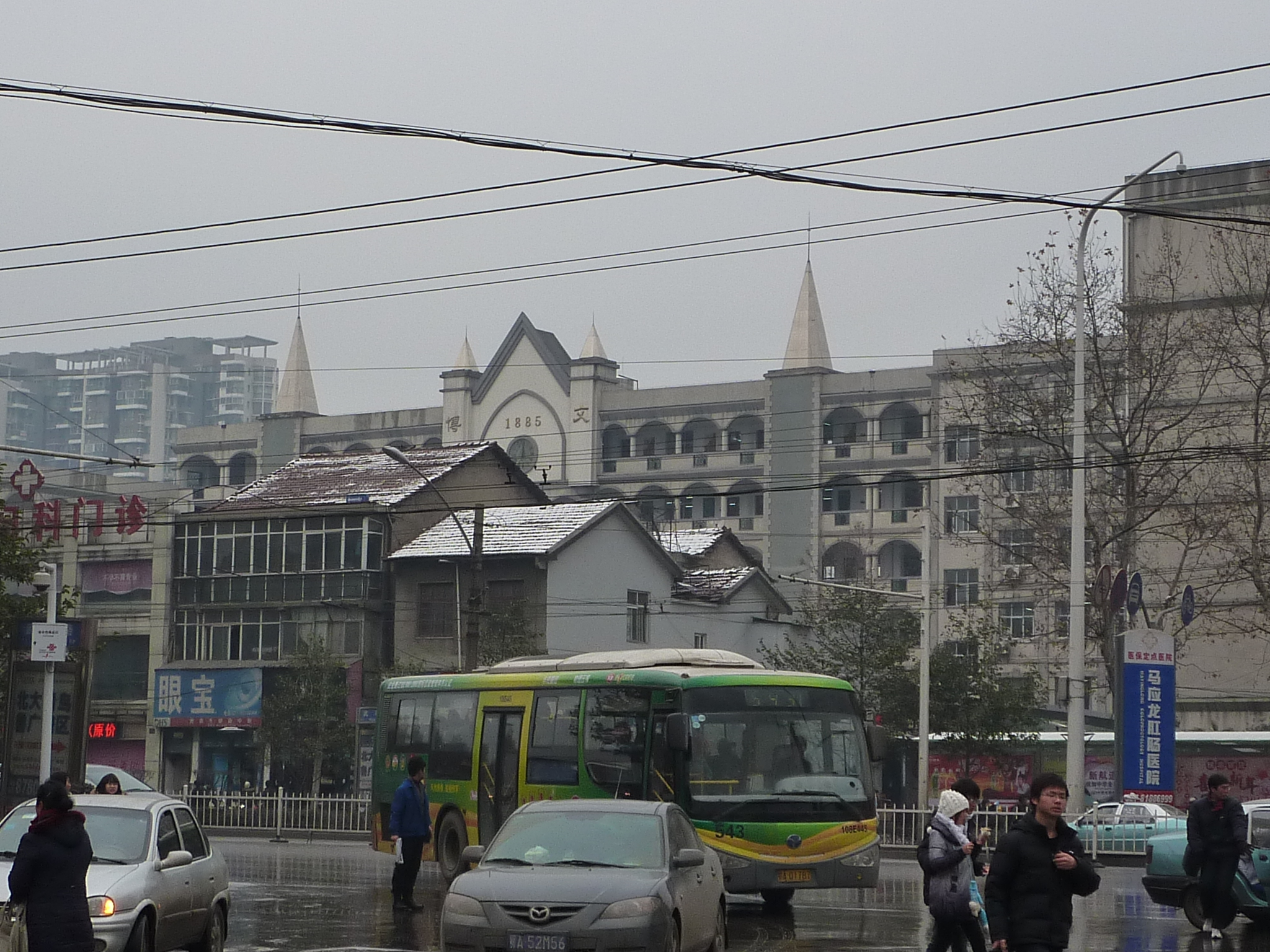
武汉市第十五中学为英国基督教循道公会1885年创建的学校
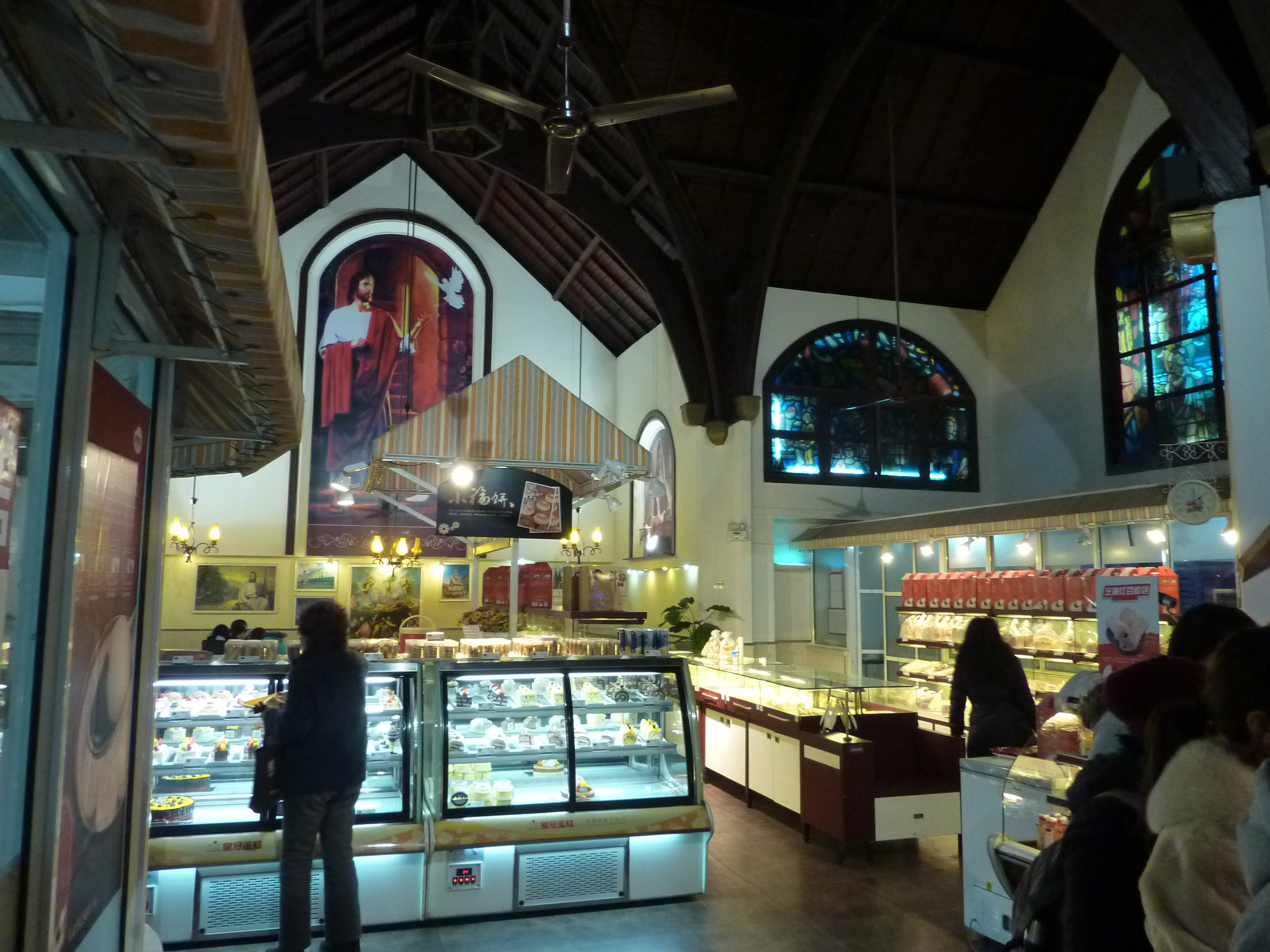
武汉的中华循道公会弘道会旧址

#### 香港
- 1975年，在香港的循道公会与卫理公会合并成为香港基督教循道衛理聯合教會。

### 台灣
戰前，日本美以美會來台灣傳教，分別在台北和台南建立昭和町教會和壽町教會。目前台灣的衛理宗分為兩系統中華基督教衛理公會與中華循理會，皆在1949年國民政府撤退來台後由原在中國大陸的衛理公會傳入。
- 中華基督教衛理公會於1953年在台北正式建立台北衛理堂；1963年召開首屆臨時年議會，建立南北兩教區。台灣教會並於1972年自立。
- 中華循理會1952年底，循理會在台設立第一間教會。1953年11月時，戴永冕夫婦抵達高雄，同年開始魯凱區的事工，1955年彭枝定牧師建立了該區首間教會；1953年時，中華循理會「台灣年議會」在高雄成立，戴永冕為首任會長，1955年並設立了聖光聖經書院。

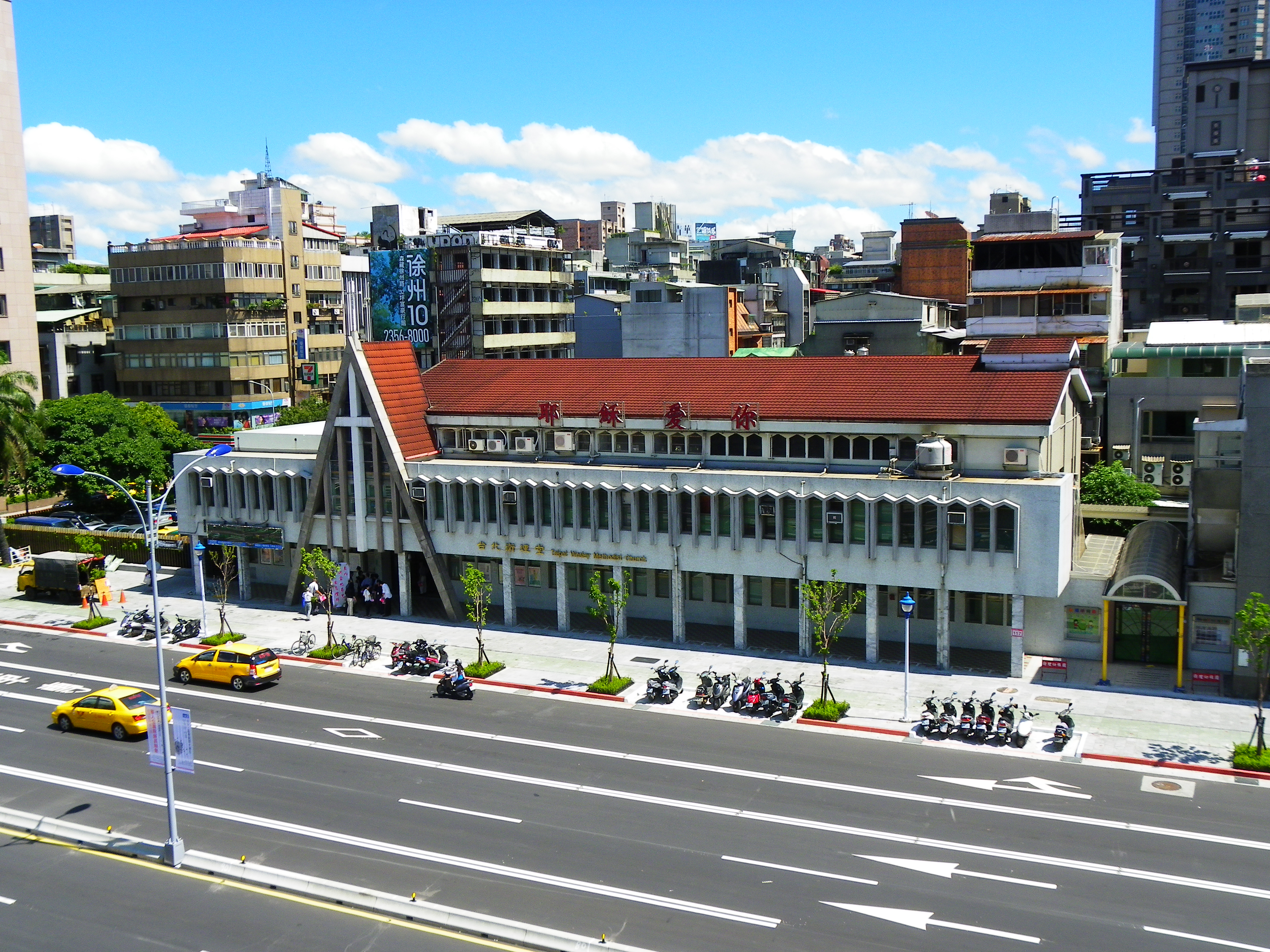
台北衛理堂
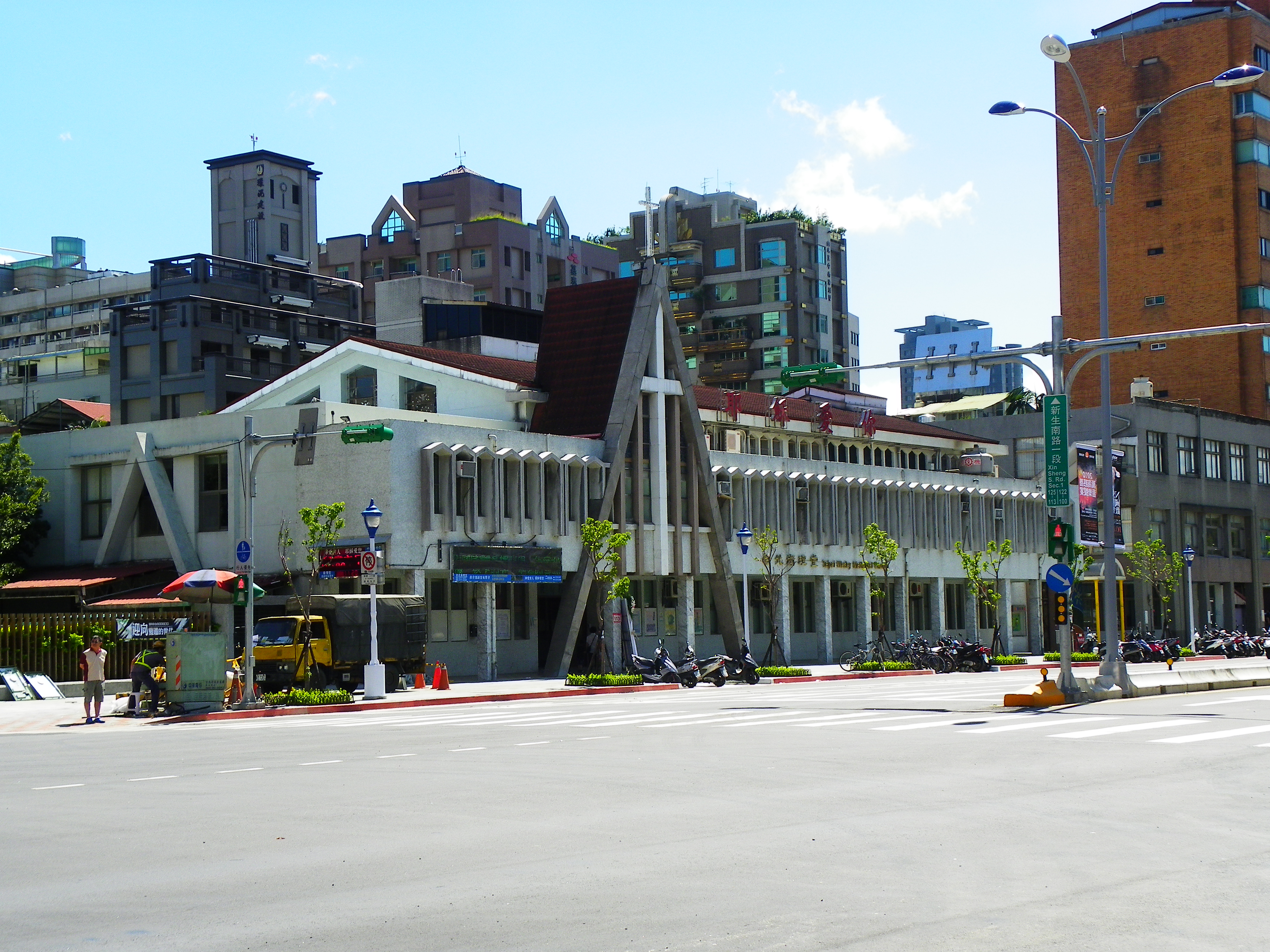
台北衛理堂遠景

## 外部連結
一般资料
- The Largest United Methodist Communities
- Adventure Education 永康衛理堂撒該牧師體驗教育
- NPMPS 北角衛理小學 （页面存档备份，存于）

文獻
- China Free Methodist Church 基督教中華循理會 （页面存档备份，存于） 香港浸會大學圖書館 華人基督教文獻保存計劃

循道宗各诸团体官方网页
- 中華基督教衛理公會 （页面存档备份，存于）
- 中華基督教衛理公會台灣台南永康衛理堂
- 循道衛理聯合教會的歷史
- 衛理公會歷史
- 衛理神學研究院
- 衛道神學研究院